# Konstantin Savichev
Bản mẫu:Eastern Slavic name
Konstantin Dmitriyevich Savichev (tiếng Nga: Константин Дмитриевич Савичев; sinh ngày 6 tháng 3 năm 1994) là một cầu thủ bóng đá người Nga hiện tại thi đấu ở vị trí tiền vệ phải cho FC SKA-Khabarovsk.

## Sự nghiệp câu lạc bộ
Anh có màn ra mắt tại Giải bóng đá chuyên nghiệp quốc gia Nga cho F.K. Spartak-2 Moskva vào ngày 16 tháng 7 năm 2013 trong trận đấu với F.K. Dynamo Bryansk.

## Thống kê sự nghiệp
Tính đến 4 tháng 3 năm 2018
| Câu lạc bộ          | Mùa giải            | Giải vô địch                | Giải vô địch | Giải vô địch | Cúp     | Cúp       | Châu lục | Châu lục  | Tổng cộng | Tổng cộng |
| Câu lạc bộ          | Mùa giải            | Hạng đấu                    | Số trận      | Bàn thắng    | Số trận | Bàn thắng | Số trận  | Bàn thắng | Số trận   | Bàn thắng |
| ------------------- | ------------------- | --------------------------- | ------------ | ------------ | ------- | --------- | -------- | --------- | --------- | --------- |
| Saturn Ramenskoye   | 2010                | Giải bóng đá ngoại hạng Nga | 0            | 0            | 0       | 0         | –        | –         | 0         | 0         |
| Spartak Moskva      | 2011–12             | Giải bóng đá ngoại hạng Nga | 0            | 0            | 0       | 0         | 0        | 0         | 0         | 0         |
| Spartak Moskva      | 2012–13             | Giải bóng đá ngoại hạng Nga | 0            | 0            | 0       | 0         | 0        | 0         | 0         | 0         |
| Spartak Moskva      | 2013–14             | Giải bóng đá ngoại hạng Nga | 0            | 0            | 0       | 0         | 0        | 0         | 0         | 0         |
| Spartak Moskva      | 2014–15             | Giải bóng đá ngoại hạng Nga | 0            | 0            | 0       | 0         | –        | –         | 0         | 0         |
| Spartak Moskva      | 2015–16             | Giải bóng đá ngoại hạng Nga | 0            | 0            | 0       | 0         | –        | –         | 0         | 0         |
| Spartak Moskva      | 2016–17             | Giải bóng đá ngoại hạng Nga | 0            | 0            | 0       | 0         | 0        | 0         | 0         | 0         |
| Spartak Moskva      | Tổng cộng           | Tổng cộng                   | 0            | 0            | 0       | 0         | 0        | 0         | 0         | 0         |
| Spartak-2 Moskva    | 2013–14             | PFL                         | 27           | 2            | –       | –         | –        | –         | 27        | 2         |
| Spartak-2 Moskva    | 2014–15             | PFL                         | 29           | 5            | –       | –         | –        | –         | 29        | 5         |
| Spartak-2 Moskva    | 2015–16             | FNL                         | 34           | 4            | –       | –         | –        | –         | 34        | 4         |
| Spartak-2 Moskva    | 2016–17             | FNL                         | 30           | 2            | –       | –         | –        | –         | 30        | 2         |
| Spartak-2 Moskva    | Tổng cộng           | Tổng cộng                   | 120          | 13           | 0       | 0         | 0        | 0         | 120       | 13        |
| SKA-Khabarovsk      | 2017–18             | Giải bóng đá ngoại hạng Nga | 13           | 1            | 1       | 0         | –        | –         | 14        | 1         |
| Tổng cộng sự nghiệp | Tổng cộng sự nghiệp | Tổng cộng sự nghiệp         | 133          | 14           | 1       | 0         | 0        | 0         | 134       | 14        |